# Enoplus brachyuris
Enoplus brachyuris är en rundmaskart som beskrevs av E. Ditlevsen 1923. Enoplus brachyuris ingår i släktet Enoplus och familjen Enoplidae. Inga underarter finns listade i Catalogue of Life.